# دكان شحاتة (فلم)
دكان شحاتة هو فيلم مصري، تم إنتاجه سنة 2009 بطولة محمود حميدة وعمرو سعد وهيفاء وهبي وغادة عبد الرازق، وعمرو عبد الجليل وطارق عبد العزيز وعبد العزيز مخيون وإخراج خالد يوسف

## قصة الفيلم
تدور أحداث الفيلم في بداية الثمانينات حول شحاتة وعائلته الفقيرة من الصعيد حيث تبدأ القصة برجل يدعى حجاج (محمود حميدة) والذي يأخذ زوجته إلى الصعيد لتلد له الطفل شحاتة (عمرو سعد) وتفارق الحياة بعد الولادة. يعود الوالد وابنه معه إلى القاهرة حيث وجود أخوته من نفس الأب لكنهم من أم أخرى قد تزوجها حجاج في وقت سابق تركته وهربت منه بعد أن أنجبت له ثلاثة أطفال اثنين منهم أولاد «طِلب» و «سالم» والثالثة بنت اسمها «نجاح» تقوم بدورها الممثلة (غادة عبد الرازق). يعمل حجاج عند طبيب يدعي مؤنس (عبد العزيز مخيون) ليتبين في القصة بأن الدكتور كان من المثقفين المعتقلين المعارضين للسادات في سبتمبر 1981. يقوم الدكتور بمنح جزءً من أرض فيلته في المعادى ليقيم عليها حجاج دكانًا يبيع فيه الفاكهة ويسميه دكان شحاتة. يعانى شحاتة من سطوة اخوته ومعاملتهم السيئة له لغيرتهم الشديدة منه وتنشأ بين أبناء العائلة الثلاثة غير الأشقاء حالة من التوتر بعد وفاة والدهم تنتهي بسجن الأصغر بتهمة التزوير، وزواج أخيه من خطيبته عنوة ليخرج من السجن باحثا عن إخوته الذين يهربون منه بعدما سرقوا ميراثه وخطيبته قبل أن يقتله أحدهما بالرصاص في نهاية الأحداث.

## الممثلون
- محمود حميدة: (حجاج)
- عمرو سعد: (شحاتة)
- هيفاء وهبي: (بيسة)
- غادة عبد الرازق: (نجاح)
- عمرو عبد الجليل: (كرم)
- محمد كريم: (سالم)
- صبري فواز: (طلب)
- طارق عبد العزيز: (علي)
- عبد العزيز مخيون: (د. مؤنس)
- رامي غيط: (البرص)
- أحمد وفيق
- حجاج كامل: (الصول محمد)
- ماهر سليم
- نادية العراقية

## روابط خارجية
- دكان شحاتة على موقع IMDb (الإنجليزية)
- دكان شحاتة على موقع الدهليز
- دكان شحاتة على موقع قاعدة بيانات الأفلام العربية
- دكان شحاتة على موقع أول موفي (الإنجليزية)
- دكان شحاتة على موقع قاعدة بيانات الفيلم (الإنجليزية)
- دكان شحاتة على موقع ليتربوكسد (الإنجليزية)
- دكان شحاتة على موقع كينوبويسك (الروسية)